# Johann Joachim Schöpffer
Johann Joachim Schöpffer, latinizzato come Johannes Joachimus Schoepferus (Quedlinburg, 23 novembre 1661 – Allstedt, 12 settembre 1719), è stato un giurista tedesco.

## Biografia
Johann Joachim Schöpfer era figlio dell'avvocato di Quedlinburg Theodosius Schöpfer e della figlia del generale di reggimento svedese Hötensleben, che visse intorno al 1660 nella casa in Breite Straße 11–13.
Dal 1679 studiò a Lipsia, Jena e Francoforte sull'Oder, dove lavorò come docente privato dalla fine del 1683. Schöpffer conseguì il dottorato qui e fu nominato professore associato di giurisprudenza nel 1687.
Johann Joachim Schöpffer si sposò nel 1690 con Katharina Elisabeth (m. 1713), figlia del cancelliere Quedlinburg Hector Johann von Mithoff (1623–1681).
Nell'ottobre 1693 fu chiamato a Rostock. Nei semestri estivi 1694, 1701, 1707 e 1716 fu eletto rettore dell'università. Nominato nel consiglio concistoriale nel 1701, Schöpffer divenne nel giugno 1707 vicedirettore della cancelleria del Meclenburgo come consigliere segreto ducale. Dal 1712 al 1714 insegnò come professore ordinario a Kiel, ma in seguito tornò a Rostock. Nel 1715 fu nominato direttore del concistoro e divenne membro del Consiglio del servizio segreto del Meclemburgo. Alla fine del 1715 fu alla corte di Pietro il Grande per organizzare il matrimonio del duca Carlo Leopoldo con Caterina Ivanovna, nipote dello zar.
Come "braccio destro" del duca di Meclemburgo, fu determinante nelle sue dispute con il consiglio di Rostock, ma in seguito cadde in disgrazia e fu rimosso dal suo ufficio. Si rifugiò presso suo fratello Justus, pastore di Eisleben. Durante un viaggio, Schöpffer morì d'infarto.

## Opere

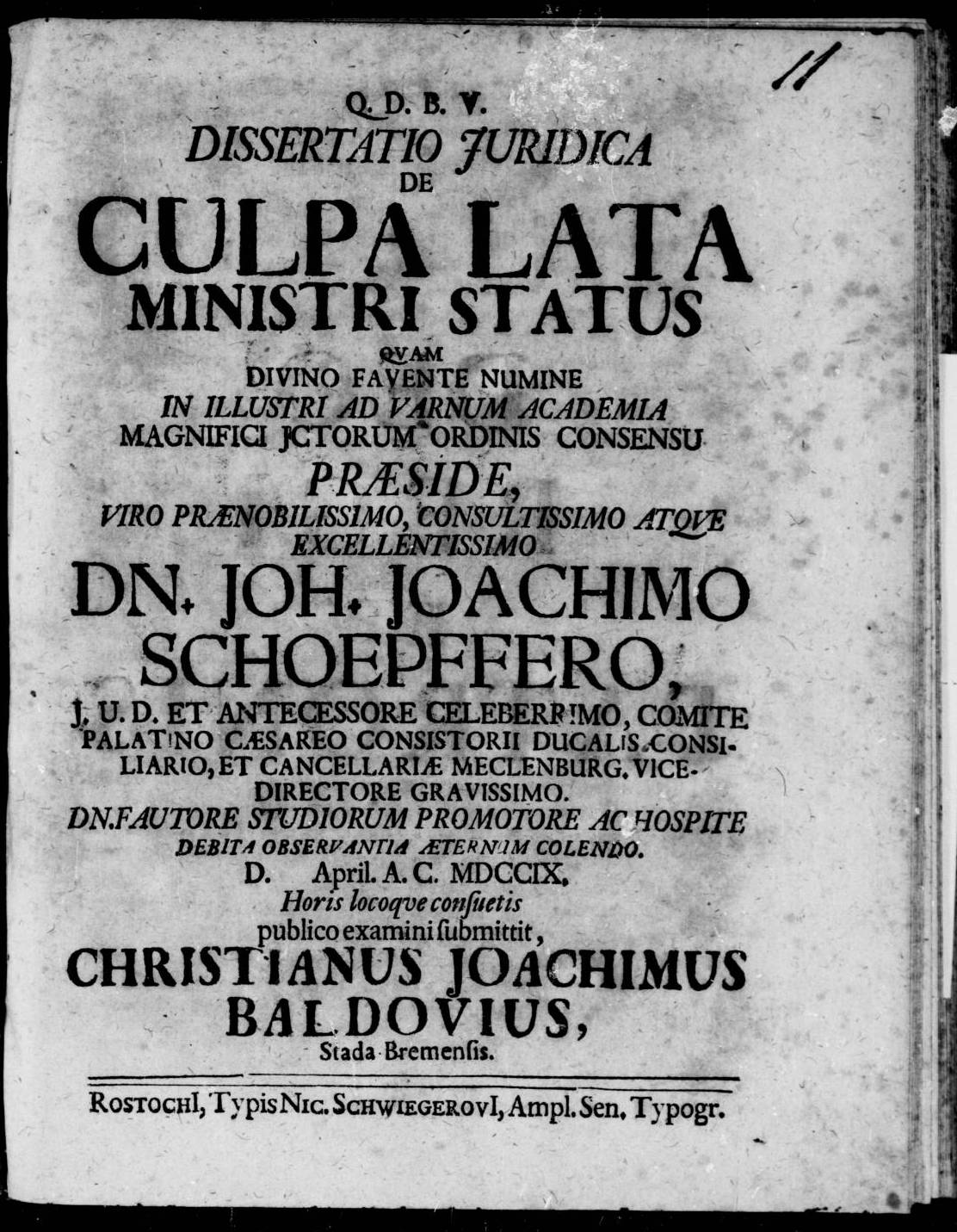
De culpa lata ministri status, 1709

- (LA) Schöpfer, Johann Joachim, De culpa lata ministri status, Rostock, 1709.